# Samone (Turin)
Pour les articles homonymes, voir Samone.
Samone (en français Samon) est une commune italienne de la ville métropolitaine de Turin dans la région Piémont en Italie.
Le château de Samone se situe dans la commune.

## Administration
| Période                                  | Période  | Identité                     | Étiquette | Qualité      |
| ---------------------------------------- | -------- | ---------------------------- | --------- | ------------ |
| 30 mai 2006                              | En cours | Paolo Andrea Emilio Giordano |           | centregauche |
| Les données manquantes sont à compléter. |          |                              |           |              |

### Communes limitrophes
Fiorano Canavese, Banchette, Salerano Canavese, Loranzè, Pavone Canavese, Colleretto Giacosa